# Olophrum fuscum
Olophrum fuscum är en skalbaggsart som först beskrevs av Johann Ludwig Christian Gravenhorst 1806.  Olophrum fuscum ingår i släktet Olophrum, och familjen kortvingar. Arten är reproducerande i Sverige.